# Combating Online Infringement and Counterfeits Act
United States Senate Bill S.3804, conhecida como Combating Online Infringement and Counterfeits Act (COICA) é uma lei contra a pirataria proposta pelo senador Patrick Leahy em 20 de setembro de 2010.
A lei é apoiada pela Motion Picture Association of America, U.S. Chamber of Commerce, Screen Actors Guild, Viacom, e a International Alliance of Theatrical Stage Employes.